# Matériel de bureau

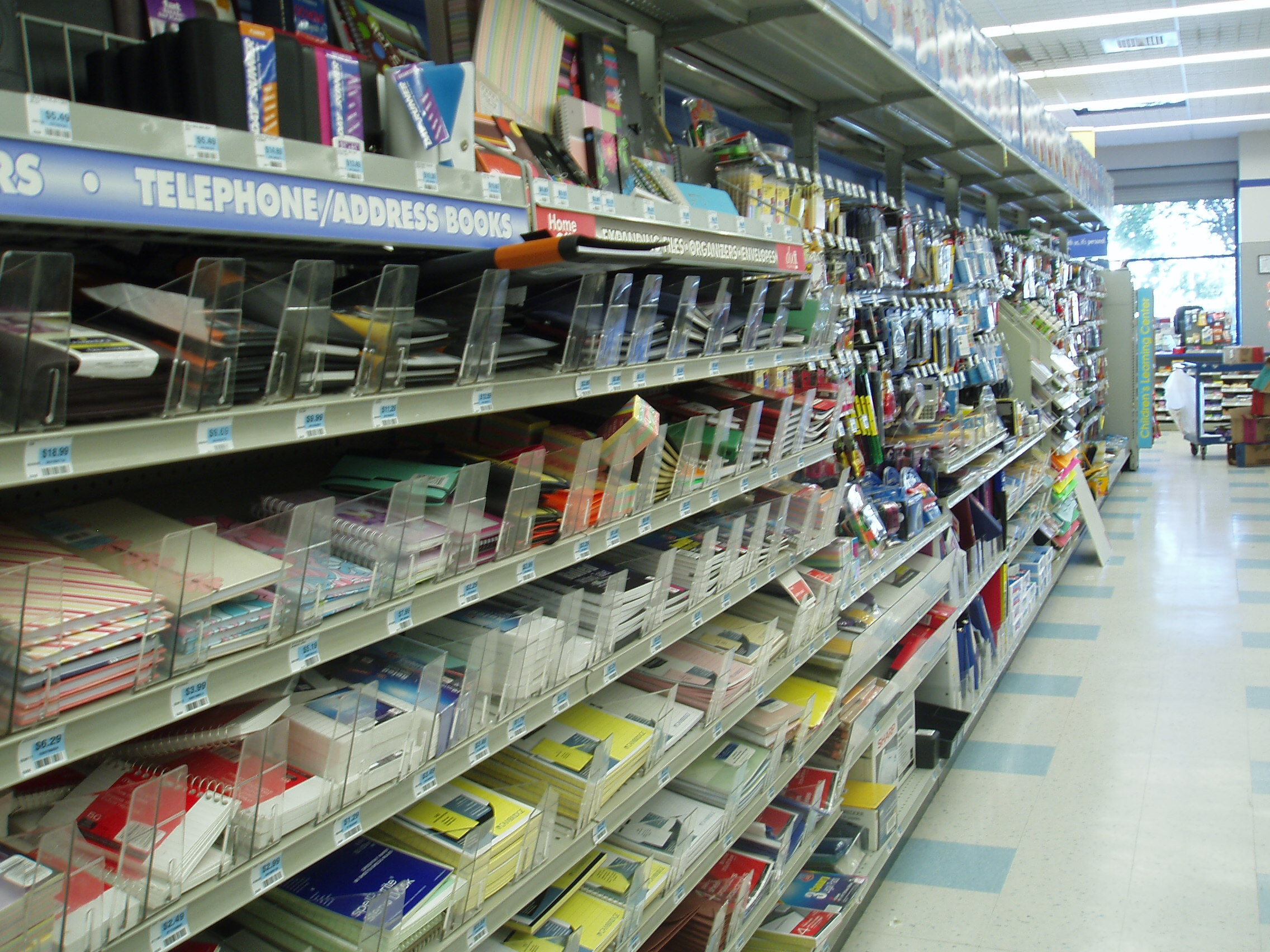
Matériel de bureau en vente dans un rayon.

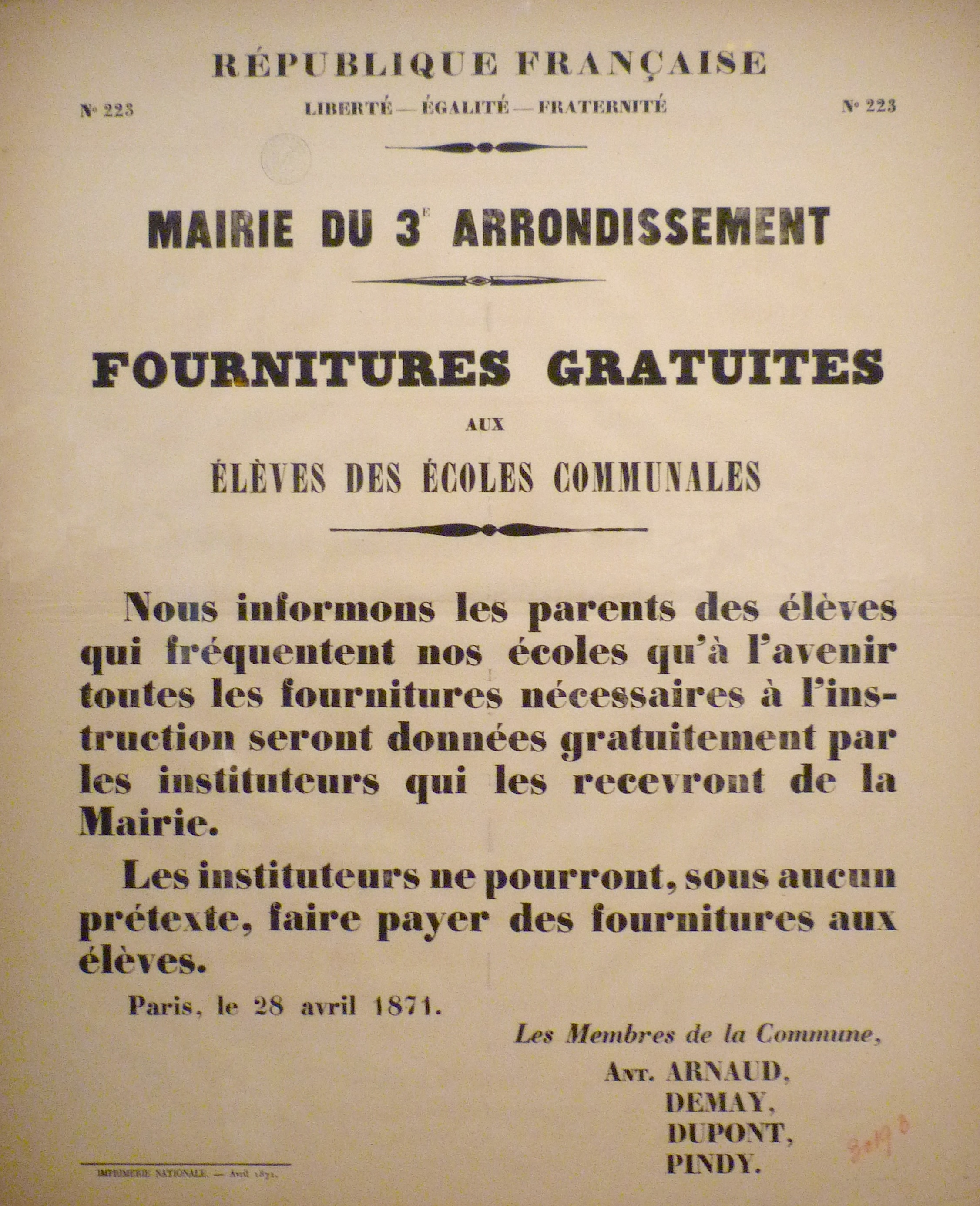
Affiche publique du 23 avril 1871 annonçant la gratuité des fournitures scolaires lors de la Commune de Paris.

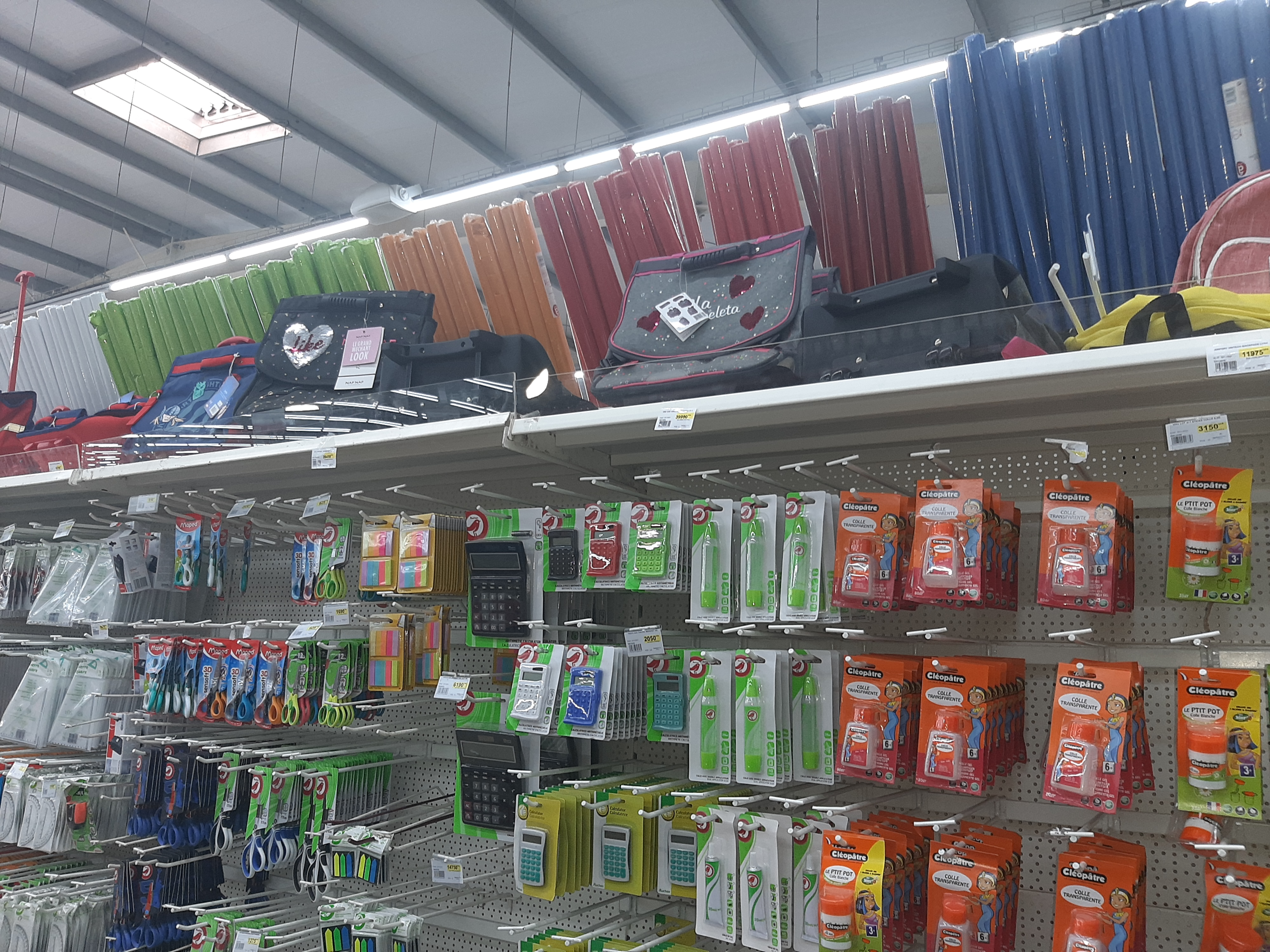
Rayon de fournitures scolaires d'un super-marché de Dakar (Sénégal).

En 2011, un officier de la police irakienne distribue des kits de fournitures scolaires (d'origine américaine) aux garçons d'une école primaire.

Le matériel de bureau est le petit équipement nécessaire à une personne travaillant dans un bureau. Il comprend des ustensiles lui permettant de prendre des notes, de classer des documents, d'envoyer du courrier, etc comme les trombones, agrafeuses ou classeurs. On peut[style à revoir] également inclure dans le matériel de bureau certaines machines relevant du matériel informatique.

## Présence de toxiques

### État des lieux
Récemment, plusieurs études, par exemple publiées par l'Ademe, le Danish EPA ou encore par 60 Millions de consommateurs et Que Choisir) ont mis en évidence, pour de nombreuses fournitures scolaires (domestiques et de bureaux, dont gouaches, stylos, colles, crayons, correcteurs, cahiers…), des substances chimiques préoccupantes (toxiques, cancérigènes et/ou mutagènes) contenues et plus ou moins émises dans l'air ou sur la peau. Ceci a été confirmé en France en juillet 2022 par une expertise de l'Anses qui a alerté l'État en demandant une réglementation et une  surveillance renforcée de produits avec lesquels les enfants peuvent être en contact une grande partie de leur vie. L'Anses appelle à appliquer à toutes les fournitures scolaires la réglementation européenne relative à la sécurité des jouets (no 2009/48/CE), et dans l'attente d'une réglementation, l'Anses recommande de « privilégier les fournitures ne contenant ni substances parfumantes, ni paillettes ou autre artifice pouvant induire des comportements détournés par les enfants, tels que le « machouillage », voire l’ingestion ».
Parmi les contaminants les plus courants des fournitures scolaires figurent les produits suivants :
phtalates ; composés organiques volatiles (COV, dont formaldéhyde, chloroforme, toluène ; nitrosamines ; benzène ; métalloïdes toxiques et métaux lourds (ex. : chrome hexavalent, cadmium, nickel ou plomb) ; agents perfluorés (PFAS) ; colorants ; bisphénol A ; isothiazolinones et autres conservateurs ; hydrocarbures aromatiques polycycliques (HAP) et parfums de synthèse.
Des nanoparticules de scandium ont été retrouvées dans l'air intérieur d’écoles par Canha et al. en 2012, métal dont la teneur dans l'air semblait corrélée à l’utilisation de marqueurs pour tableau blanc. L'Anses en 2022 regrette l'absence d'étude sur la composition de ce type de marqueurs de plus en plus utilisés à l'école, et sur leurs éventuels effets sur la qualité de l'air et la santé.

### Règlementations
En 2022, en France et en Europe, il n'existe pas de règlementation spécifique garantissant l’innocuité des fournitures scolaires, bien que certaines (feutres et crayons de couleur, peinture pour les tout-petits considérées comme des jouets) doivent ne pas contenir de substances cancérogènes, mutagènes ou reprotoxiques.
- Le règlement (CE) no 1907/2006 sur l’enregistrement, l’évaluation, l’autorisation et les restrictions des substances  chimiques (REACH) prévoit des restrictions d'utilisation de substances chimiques préoccupantes dans certains produits destinés au grand-public.
- Le règlement (CE) no 1272/2008 relatif à la classification, à l’étiquetage et à l’emballage des substances et des mélanges (CLP) s’applique à certaines fournitures scolaires (ex. : colle et encres en bouteille) : les éventuelles substances allergisantes doivent a minima faire l'objet d'un avertissement sur étiquette du produit.
- Pour l’ECHA (décembre 2020)[7], les stylos (et autres outils d'écriture) sont des combinaisons d'articles et de mélanges selon les critères du guide des exigences applicables aux substances contenues dans des articles ; s'ils contiennent des produits ou mélanges classés selon le CLP, ils doivent être étiquetés et emballés selon les dispositions du règlement[5].

Par contre, les articles d’art (fusains, gouaches, huiles, acryliques, aquarelles, pastels, etc.) ne sont pas considérés comme des jouets et ne sont donc pas soumis à la directive 2009/48/CE, bien qu'ils puissent contenir des quantités parfois très élevées de pigments très toxiques.